# 김해룡
김해룡(金海龍, 일본식 이름: 金江龍雄가네다 다쓰오, 1877년 7월 27일 ~ ?)은 대한제국과 일제강점기의 경찰이다.

## 생애
본적지의 주소가 중국과의 국경 지대인 함경북도 종성군이다. 1880년대 후반부터 1890년대 초반에 북간도 지역에서 서구학당과 연집학당을 다녔으나 두 학교 모두 졸업은 하지 못했다.
러일 전쟁이 발발한 후인 1905년 무렵에는, 압록강과 접해 있는 함북 회령군에서 일본을 위한 정탐 활동에 종사하고 있었다. 1906년에는 일진회 북간도 지부장 자리에 올랐다.
1907년 고종이 강제 퇴위되고 7월 24일에는 한일신협약이 체결되었다. 김해룡은 한일신협약이 체결된 당일에 내부 서기관에 임명되어 대한제국의 관리가 되었다. 이 시기에도 일진회 북간도 파견원을 겸하고 있었다.
1908년에 함북 관찰부 소속의 경시가 되어 정식 경찰로 임명되었다. 이때부터 통감부의 임시간도파출소 감찰과 직원도 겸했다. 당시 간도와 함북 무산군을 중심으로 이범윤의 의병부대가 항일 운동을 전개하고 있었다. 김해룡은 도주하는 이범윤 부대원을 직접 추격하는 등 의병운동을 탄압하는 일에 가담했다.
한국 병합에 관한 조약이 체결된 1910년에는 함북 경무국 경시로 소속이 바뀌었다. 1911년에 이름과 성을 일본식으로 바꾸었는데, 이는 당시로서는 매우 드문 일이었다. 1919년까지 9년간 경시 직책에 있었으나, 이후 행적은 알 수 없다.
러일 전쟁 때 철도수송 업무에서 세운 공을 인정받아 일본 정부로부터 1908년 훈7등 서보장을 서훈받았고, 한일병합을 기념해 1912년 수여한 한국병합기념장도 받았다.

## 사후
- 대한민국 친일반민족행위진상규명위원회가 2007년에 발표한 친일반민족행위 195인 명단에 포함되었다. 2008년 발표된 민족문제연구소의 친일인명사전 수록예정자 명단에도 선정되었다.

## 같이 보기
- 일진회

## 참고자료
- 친일반민족행위진상규명위원회 (2007년 12월). 〈김해룡〉 (PDF). 《2007년도 조사보고서 II - 친일반민족행위결정이유서》. 서울. 1406~1410쪽쪽. 발간등록번호 11-1560010-0000002-10. [깨진 링크(과거 내용 찾기)]
- 이범윤 : 독립유공자 공훈록 - 국가보훈처